# Chiparamba Great Eagles
Chiparamba Great Eagles är en fotbollsklubb i Lusaka, Zambia, som har haft ett samarbete med svenska Örgryte IS. Verksamheten bedrivs som en akademi och riktar sig till barn och ungdomar. Klubben har under flera år framgångsrikt deltagit i svenska Gothia Cup och danska Dana Cup.
Klubben stöttas av den svenska stiftelsen Chiparamba Foundation som erbjuder spelare utbildningsstipendier enligt amerikansk college-modell. 

## Historia[2]
Chiparamba Great Eagles bildades i Lusaka 1998 av två göteborgare, Lennart Bäckman och Dan Allbäck, tillsammans med Nenani Banda från Zambia. 

### Zambia - 1998
Lennart Bäckman och Dan Allbäck hade under ett Sida-projekt sett vilka stora problem Zambia hade med den pågående HIV/Aids-epidemin. De ville göra skillnad, på allvar, på plats i Zambia. Lennart och Dan hade märkt att barnen älskade fotboll och insåg att de med hjälp av en boll kunde samla barnen och hjälpa dem förstå sjukdomen. Till en början hjälpte de organisationen Red Cross Street Kids med utrustning och pengar för att hålla igång en fotbollsverksamhet.
Snart insåg de dock att de behövde en daglig verksamhet för att få ordentlig effekt. Genom kontakter i Lusaka kom de i kontakt med Nenani Banda, en person som hade exakt det Lennart och Dan sökte, en fotbollsakademi för ungdomar. Detta möte blev starten för Chiparamba Great Eagles Football Academy.
Det primära målet var att genom fotbollsverksamheten sprida kunskap om HIV/Aids. För att nå målet och locka fler ungdomar insåg Lennart och Dan att den fotbollsmässiga utbildningen behövde utvecklas. Det ledde att till att de kontaktade Örgryte IS. ÖIS tände på idén och finansierade av engagerade individer åkte ungdomstränare från ÖIS till Zambia. Det här utbytet har fortsatt genom åren och tränare från Chiparamba har besökt ÖIS i samma syfte.

### Göteborg - 2000
Utbytet med Sverige utvecklades allt mer och sommaren 2000 deltog ett Chiparamba-lag i Gothia Cup. Detta blev starten på ett mångårigt deltagande i världens största ungdomsturnering. Runt samma tid klev Sven Norfeldt in i bilden. Sven är grundare till Dunross & CO och Stiftelsen Dunross & Co. Han blev intresserad av Lennart och Dans arbete och reste flera gånger ned till Zambia för att lära sig mer. På plats blev han djupt imponerad av Chiparambas betydelse för Lusakas ungdomar. Stiftelsen Dunross & Co och familjen Norfeldt har sedan dess varit de största och viktigaste aktörerna för Chiparamba tillsammans med Lennart och Dan.

### Lusaka - 2015
Verksamhet utökades genom "Meet the world"-projektet som drevs tillsammans med SKF och Gothia Cup samt stiftelsen Chiparamba Foundation. 

## Gothia Cup[3][1][4]
Första gången Chiparamba Great Eagles deltog i Gothia Cup var år 2000 och man deltog då B18-klassen men där de flesta i laget endast var 16 år gamla. Två av spelarna i det laget var Boyd Mwila och Edwin Phiri som båda senare kom att spela för Örgryte IS. Tyvärr förlorade man finalen mot Västra Frölunda IF men Boyd Mwila fick sin revansch ett par år senare när han fick avgöra Gothia Cup-finalen för sitt nya lag Örgryte IS mot BK Häcken.
Chiparamba Great Eagles blev snabbt en publikfavorit på Heden för sitt fartfyllda, vägvinnande spel och sin dansuppvärmning. Under turneringen 2006 fick de hjälp av svenska landslagets läkare Anders Valentin.

## Samarbeten[2]

### Örgryte IS
Chiparamba har haft ett mångårigt samarbete med Örgryte IS. Örgryte har bidragit med stöd med ledare och material samt haft ett spelarutbyte. Exempel på spelare som kommit från Chiparamba Great Eagles till Örgryte är Boyd Mwila, Edwin Phiri, Dominic Yobe och Clifford Mulenga. Örgryte har en insamling där man kan skicka fotbollsskor och kläder o.s.v, som skickas ner till Chiparamba.

### Stiftelsen Chiparamba Foundation
Den svenska insamlingsstiftelsen Chiparamba Foundation grundades 2004 på initiativ av Klas Björkhagen, tillsammans med Lennart Bäckman, Dan Allbäck och Lasse Åberg, och har sedan start finansierat skolgången för spelare  i Chiparamba Great Eagles organisation genom utbildningsstipendier efter amerikansk college-modell.

## Kända spelare
| Spelare          | Position    | Aktiv i Chiparamba |
| ---------------- | ----------- | ------------------ |
| Boyd Mwila       | Anfallare   | 1998 - 2000        |
| Edwin Phiri      | Back        | 1999 - 2000        |
| Davies Nkausu    | Back        | 2000 - 2002        |
| Clifford Mulenga | Anfallare   | 1998 - 2003        |
| Dominic Yobe     | Mittfältare | 2000 - 2002        |
| Donewell Yobe    | Mittfältare | 2000 - 2002        |
| William Njobvu   | Mittfältare | 1998 - 2004        |
| Given Singuluma  | Anfallare   | 2000 - 2003        |
| Hichani Himoonde | Back        | 2003 - 2005        |
| Luka Tembo       | Back        | 2001 - 2005        |
| Henry Banda      | Anfallare   | 2000 - 2005        |
| Lameck Banda     | Mittfältare | 2002               |

## Tränare
Nenani Banda
Robin Munsaka (1999-2000)
Albert "Fergu" Mphande
Boyd Mwila (2018-)

## Meriter[5]
| Turnering  | Land    | År   | Final                                                    | Resultat | Medalj | Åldersklass |
| ---------- | ------- | ---- | -------------------------------------------------------- | -------- | ------ | ----------- |
| Gothia Cup | Sverige | 2000 | Västra Frölunda IF (Swe) - Chiparamba Great Eagles (Zam) | 3-0      | Silver | B18         |
| Dana Cup   | Danmark | 2002 | Chiparamba Great Eagles (Zam) - U18 Cosovo National Team |          | Guld   | B18         |
| Gothia Cup | Sverige | 2003 | Chiparamba Great Eagles (Zam) - Thamrong Thai (Tha)      | 3-1      | Guld   | B13         |
| Gothia Cup | Sverige | 2004 | Chiparamba Great Eagles (Zam) - Assyriska FF (Swe)       | 3-0      | Guld   | B14         |
| Gothia Cup | Sverige | 2009 | Chiparamba Great Eagles (Zam) - FC 35 FC (Geo)           | 4-0      | Guld   | B14         |